# قدر (إسلام)
القَدَر في الإسلام حكم الله وما قدره من الأشياء بقدرته في سابق علمه، وللإيمان بالقدر أهمية كبرى بين أركان الإيمان عند المسلمين، حيث ورد التنصيص في السنة النبوية على وجوب الإيمان بالقدر خيرا كان أو شرا. والقدر هو تقدير الله تعالى للكائنات حسبما سبق به علمه، واقتضته حكمته.

## معنى القدر
القدر في اللغة من التقدير ومن القدرة، وقَدْرُ الشيء مبلغه، قال في مختار الصحاح: وقَدْر وقَدَر بسكون الدال وفتحها ذكره في التهذيب والمجمل. والْقَدَرُ والْقَدْرُ مايقدره الله من القضاء، وقَدْرُ الله وقَدَرُه بمعنى واحد. والقدير والقادر من صفات الله فهو القادر على كل شيء، ومقدر كل شيء وقاضيه، ويكونان من القدرة ويكونان من التقدير، فالله سبحانه على كل شيء قدير، وهو سبحانه مقدر كل شيء وقاضيه. وليلة القدر هي التي تقدر فيها الأشياء وتقضى، والقادر من صفات الله، والقدير منه للمبالغة، والمقتدر أبلغ منهما. والقدر: القضاء الموفق. ويقال: جاءه قدره إذا وافق الشيء الشيء. قال ابن سيده: القدر والقدر القضاء والحكم، وهو ما يقدره الله عز وجل من القضاء، ويحكم به من الأمور، قال الله تعالى: ﴿إنا أنزلناه في ليلة القدر﴾ أي: الحكم كما قال تعالى: ﴿فيها يفرق كل أمر حكيم﴾.

### معنى القدر في الإسلام
القدر بمعنى: ما قدره الله بعلمه وقدرته، وأن الله قدر كل الأشياء في سابق علمه، وعلم مقاديرها وأحوالها وأزمانها قبل أن يوجدها، ثم أوجد منها ما سبق في علمه أنه يوجده على نحو ما سبق في علمه. فلا يحدث حدث إلا بعلمه وقدرته وإرادته. والمخلوق لا يقدر على شيء إلا بعلم الله وقدرته وإرادته، فلا حول له ولا قوة إلا بالله. قال تعالى: ﴿والله خلقكم وما تعملون﴾. أي: أن الله هو الذي خلق العباد وخلق أفعالهم، ولا أحد سواه يخلق ذلك، وقد كلف الله الإنسان وأرسل الرسل مبشرين ومنذرين، ووعد الطائعين بالثواب والعصاة بالعقاب، وكل ما يفعله الإنسان أو يقوله: كل ذلك لا يكون إلا بعلم الله وقدرته وإرادته، فالإنسان ليس مجبرا على كل شيء؛ لأن الله لا يظلم أحدا، كما أن الإنسان لا يفعل الأشياء بقدرته بل بقدرة الله، أي: أن الله خلق الإنسان وخلق له قدرة وإرادة محدودن؛ ليتمكن من فعل الأشياء ويتحمل مسؤلية ما يفعل، وليتحقق العدل في الجزاء، فالإنسان يقدر بقدرة الله على البطش بيده والسعي برجله وغير ذلك من الأفعال الاختيارية، لكن الإنسان لا يحدث ذلك من تلقاء نفسه، قال تعالى: ﴿ولو شاء ربك ما فعلوه﴾ أي: أن الله هو الذي خلق لهم قدرة على الفعل ولوشاء الله لسلبهم القدرة فلم يقدروا على فعل شيء.
ومذهب أهل السنة والجماعة: أن الإنسان لا يخلق أفعال نفسه، وأن العبد ليس مجبرا من كل الوجوه وليس مختارا من كل الوجوه، بل إن الله خلق له قدرة واختيارا يمكنانه من العمل ليجازى عليه، قال تعالى: ﴿وما تشاؤون إلا أن يشاء الله﴾ وأن الخلق ليس لهم فيما يفعلونه إلا نوع اكتساب ومحاولة ونسبة وإضافة، وأن كل ذلك إنما حصل لهم بتيسير الله وبقدرته وتوفيقه وإلهامه. قال القرطبي: «الذي عليه أهل السنة أن الله سبحانه قدر الأشياء أي: علم مقاديرها وأحوالها وأزمانها قبل إيجادها، ثم أوجد منها ما سبق في علمه أنه يوجده على نحو ما سبق في علمه، فلا يحدث حدث في العالم العلوي والسفلي إلا وهو صادر عن علمه تعالى وقدرته وإرادته دون خلقه، وأن الخلق ليس لهم فيها إلا نوع اكتساب ومحاولة ونسبة وإضافة، وأن ذلك كله إنما حصل لهم بتيسير الله تعالى وبقدرته وتوفيقه وإلهامه، سبحانه لا إله إلا هو، ولا خالق غيره، كما نص عليه القرآن والسنة، لا كما قالت القدرية وغيرهم من أن الأعمال إلينا والآجال بيد غيرنا.»

### القدرة والقدر
الله تعالى هو وحده القادر على كل شيء بقدرة مطلقة، فلا يعجزه شيء، وبقدرته خلق الخلق وأوجدهم من العدم، وقَدَّرَ كل الأشياء قبل حدوثها وأعطى كل شيء خلقه ثم هدى. قال تعالى: ﴿وخلق كل شيء فقَدَّرَه تقديرا﴾ وقال تعالى: ﴿إِنَّا كُلَّ شَيْءٍ خَلَقْنَاهُ بِقَدَرٍ ۝٤٩﴾ [القمر:49] قال الطبري معناه: بمقدار قدرناه وقضينا. وقال البغوي: ما خلقناه فمقدور ومكتوب في اللوح المحفوظ، قال الحسن: قدر الله لكل شيء من خلقه قدره الذي ينبغي له. وفي الحديث: «عن أبي هريرة رضي الله عنه قال: جاءت مشركو قريش إلى النبي ﷺ يخاصمونه في القدر فنزلت هذه الآية: ﴿إن المجرمين في ضلال وسعر﴾ إلى قوله: ﴿إنا كل شيء خلقناه بقدر﴾». قال أبو ذر: «قدم وفد نجران على رسول الله صلى الله عليه وسلم فقالوا: الأعمال بأيدينا والآجال بيد غيرنا.» فنزلت الآيات من سورة القمر إلى قوله تعالى: ﴿إِنَّا كُلَّ شَيْءٍ خَلَقْنَاهُ بِقَدَرٍ ۝٤٩﴾ [القمر:49] فقالوا: يكتب علينا الذنب ويعذبنا فقال: «أنتم خصماء الله يوم القيامة». ومعنى هذه المقولة: أن مقادير الآجال التي يعجز المخلوق عنها مثل: الموت وإحياء الموتى وغيرها كلها مقادير لا يملكها الإنسان، وقولهم: الأعمال بأيدينا: إنكار قدرة الله على كل شيء، وقد كان نزول الآية ردا على قولهم: أن الأعمال تنسب إليهم وأن الله لم يقدرها عليهم، وقد رد الله عليهم ذلك بأن كل الأشياء مخلوقة بقدر الله. الحديث: «أنتم خصماء الله يوم القيامة» أي: لأن الله تعالى هو الذي أنزل في كتابه: أنه خلق كل شيء بقدرته، وتكذيبهم تكذيب لله، ومن كذب بما أنزل الله كان الله خصيمه يوم القيامة.
عن طاوس اليماني قال: «أدركت ناسا من أصحاب رسول الله ﷺ يقولون: "كل شيء بقدر الله"»، قال: وسمعت عبد الله بن عمر رضي الله عنه يقول: قال رسول الله ﷺ : «كل شيء بقدر حتى العجز والكيس»، أو «الكيس والعجز».
«عن علي بن أبي طالب رضي الله عنه قال: قال رسول الله ﷺ: «لا يؤمن عبد حتى يؤمن بأربع: يشهد أن لا إله إلا الله وأني رسول الله بعثني بالحق، ويؤمن بالبعث بعد الموت، ويؤمن بالقدر.» -زاد عبيد الله: "خيره وشره"».

### القدر خيره وشره
قَدَّرَ الله كل الأشياء وخلق الخير والشر، فكلاهما بقدر الله كما يريد، وقد ورد في ذلك حديث جبريل وفيه:
«قال فأخبرني عن الإيمان قال: أن تؤمن بالله وملائكته وكتبه ورسله واليوم الآخر وتؤمن بالقدر خيره وشره.» وقال الله تعالى: ﴿والله خلقكم وما تعملون﴾ ذكر ابن بطال عن المهلب أن غرض البخاري من الترجمة في كتاب التوحيد: إثبات أن أفعال العباد وأقوالهم مخلوقة لله تعالى. وفي إثبات نسبة العمل إلى العباد لا يراد به معنى الخلق، بل هو بمعنى الكسب الذي يكون مسندا إلى العبد. والعبد إنما هو ملك الله تعالى يفعل فيه ما يشاء.
فكل ما أسند من أفعال العباد إلى الله تعالى فهو بالنظر إلى تأثير القدرة ويقال له الخلق، وما أسند إلى العبد إنما يحصل بتقدير الله تعالى، ويقال له الكسب، وعليه يقع المدح والذم كما يذم المشوه الوجه ويمدح الجميل الصورة، وأما الثواب والعقاب فهو علامة.
قال الله تعالى: ﴿ذلكم الله ربكم خالق كل شيء﴾ فدخل فيه الأعيان والأفعال من الخير والشر، والأعمال والحركات فإنها داخلة في خلق الله، خلافا للمعتزلة الذين قالوا: أن العبد يخلق أفعال نفسه، ورد عليهم أهل السنة بأن الله تعالى خلق إبليس وهو الشر كله، وقال تعالى: ﴿قل أعوذ برب الفلق من شر ما خلق﴾ فأثبت أنه خلق الشر.
وقال تعالى: ﴿الذي خلق الموت والحياة﴾ وقال: ﴿وأنه هو أمات وأحيا﴾ فأخبر أنه هو المحيي وهو المميت، وأنه خلق الموت وخلق الحياة، فثبت أن الله هو الذي خلق الأفعال كلها خيرها وشرها. وقال تعالى: ﴿وما رميت إذ رميت ولكن الله رمى﴾ وقال تعالى: ﴿أأنتم تزرعونه أم نحن الزارعون﴾ فسلب عن الخلق هذه الأفعال وأثبتها لنفسه؛ ليدل بذلك على أن المؤثر فيها حتى صارت موجودة بعد العدم هو خلق الله لها، وأن الذي يقع من الناس إنما هو مباشرة تلك الأفعال بقدرة حادثة أحدثها الله على ما أراد، فهي من الله تعالى خلق بمعنى الاختراع بقدرته الأزلية، وفعل العباد كسب على معنى تعلق قدرة حادثة بمباشرتهم التي هي كسبهم ووقوع هذه الأفعال على وجوده بخلاف فعل مكتسبها أحيانا من أعظم الدلالة على موقع أوقعها على ما أراد.
وفي الحديث: «قال أبو هريرة: قال النبي صلى الله عليه وسلم: الإيمان بالقدر يذهب الهم والحزن.»

## أهمية الإيمان بالقدر
- ارتبط القدر مباشرة بالإيمان بالله وكونه مبنياً على المعرفة الصحيحة بالذات الالهية وأسمائه الحسنى، وصفاته الكاملة الواجبة له، وقد جاء في القدر صفاته سبحانه صفة العلم، والإرادة، والقدرة، والخلق، ومعلوم أن القدر إنما يقوم على هذه الأسس. والإيمان بالقدر هو المحك الحقيقي لمدى الإيمان بالله على الوجه الصحيح، وهو الاختبار القوى لمدى معرفته بربه، وما يترتب على هذه المعرفة من يقين صادق بالله، وبما يجب له من صفات الجلال والكمال، وذلك لأن القدر فيه من التساؤلات والاستفهامات الكثيرة لمن أطلق لعقله المحدود العنان فيها.

### الإيمان بالقدر
الإيمان بالقدر هو التصديق الجازم بأن كل خير وشر فهو بقضاء الله وقدره، وأنه الفعّال لما يريد، لا يكون شيء إلا بإرادته، ولا يخرج شيء عن مشيئته، وليس في العالم شيء يخرج عن تقديره، ولا يصدر إلا عن تدبيره، ولا مَحيد لأحد عن القدر المقدور، ولا يتجاوز ما خُط في اللوح المسطور، وأنه خالق أفعال العباد والطاعات والمعاصي، ومع ذلك فقد أمر العباد ونهاهم، وجعلهم مختارين لأفعالهم، غير مجبورين عليها، بل هي واقعة بحسب قدرتهم وإرادتهم، والله خالقهم وخالق قدرتهم، يهدي من يشاء برحمته، ويضل من يشاء بحكمته، لا يُسأل عما يفعل وهم يسألون. وقال النبي محمد «لو أن الله عذب أهل سماواته وأهل أرضه عذبهم وهو غير ظالم لهم، ولو رحمهم كانت رحمته خيرا لهم من أعمالهم، ولو أنفقت مثل أحد ذهبا في سبيل الله ما قبله الله منك حتى تؤمن بالقدر وتعلم أن ما أصابك لم يكن ليخطئك، وأن ما أخطأك لم يكن ليصيبك ولو مت على غير هذا لدخلت النار.»

#### أدلة الإيمان بالقدر في الإسلام

##### القرآن الكريم
- «وَكَانَ أَمْرُ اللَّهِ قَدَرًا مَقْدُورًا»[18]
- «لِيَقْضِيَ اللَّهُ أَمْرًا كَانَ مَفْعُولًا»[19]
- ﴿مَا أَصَابَ مِنْ مُصِيبَةٍ إِلَّا بِإِذْنِ اللَّهِ وَمَنْ يُؤْمِنْ بِاللَّهِ يَهْدِ قَلْبَهُ وَاللَّهُ بِكُلِّ شَيْءٍ عَلِيمٌ ۝١١﴾[20]
- ﴿مَا أَصَابَ مِنْ مُصِيبَةٍ فِي الْأَرْضِ وَلَا فِي أَنْفُسِكُمْ إِلَّا فِي كِتَابٍ مِنْ قَبْلِ أَنْ نَبْرَأَهَا إِنَّ ذَلِكَ عَلَى اللَّهِ يَسِيرٌ ۝٢٢﴾[21]
- ﴿الَّذِينَ إِذَا أَصَابَتْهُمْ مُصِيبَةٌ قَالُوا إِنَّا لِلَّهِ وَإِنَّا إِلَيْهِ رَاجِعُونَ ۝١٥٦ أُولَئِكَ عَلَيْهِمْ صَلَوَاتٌ مِنْ رَبِّهِمْ وَرَحْمَةٌ وَأُولَئِكَ هُمُ الْمُهْتَدُونَ ۝١٥٧﴾[22]

##### السنة النبوية
- قال النبي محمد ﷺ:

«وَاعْلَمْ أَنَّ مَا أَصَابَكَ لَمْ يَكُنْ لِيُخْطِئَكَ، وَمَا أَخْطَأَكَ لَمْ يَكُنْ لِيُصِيبَكَ.»
«وَإِنْ أَصَابَكَ شَيْءٌ؛ فَلَا تَقُلْ: لَوْ أَنِّي فَعَلْتُ كَذَا وَكَذَا، وَلَكِنْ قُلْ: قَدَّرَ الله وَمَا شَاءَ فَعَلَ.»«كُلُّ شَيْءٍ بِقَدَرٍ حَتَّى الْعَجْزُ وَالْكَيْسُ.»

##### الإجماع
أجمع المسلمون على وجوب الإيمان بالقدر خيره وشره من الله. 
| قدر (إسلام) | وقد تظاهرت الأدلة القطعيات من الكتاب، والسنة، وإجماع الصحابة، وأهل الحل والعقد من السلف والخلف؛ على إثبات قدر الله سبحانه وتعالى | قدر (إسلام) |

| قدر (إسلام) | ومذهب السلف قاطبة أن الأمور كلها بتقدير الله تعالى | قدر (إسلام) |

| قدر (إسلام) | وأجمع أئمة السلف من أهل الإسلام على الإيمان بالقدر خيره وشره، حلوه ومره، قليله وكثيره بقضاء الله وقدره، لا يكون شيء إلا بإرادته، ولا يجري خير وشر إلا بمشيئته، خلق من شاء للسعادة واستعمله بها فضلًا، وخلق من أراد للشقاء واستعمله به عدلًا، فهو سر استأثر به، وعِلمٌ حجبه عن خلقه، ﴿ لَا يُسْأَلُ عَمَّا يَفْعَلُ وَهُمْ يُسْأَلُونَ ﴾ ، قال الله عز وجل: ﴿ وَلَقَدْ ذَرَأْنَا لِجَهَنَّمَ كَثِيرًا مِنَ الْجِنِّ وَالْإِنْسِ ﴾، وقال تعالى: ﴿ وَلَوْ شِئْنَا لَآتَيْنَا كُلَّ نَفْسٍ هُدَاهَا وَلَكِنْ حَقَّ الْقَوْلُ مِنِّي لَأَمْلَأَنَّ جَهَنَّمَ مِنَ الْجِنَّةِ وَالنَّاسِ أَجْمَعِينَ ﴾، وقال عز وجل: ﴿ إِنَّا كُلَّ شَيْءٍ خَلَقْنَاهُ بِقَدَرٍ ﴾ | قدر (إسلام) |

## آراء الفرق والمذاهب والإسلامية

### المعتزلة:
تعتقد المعتزلة أن العباد هم الفاعلون لأفعالهم وأن الله ليس خالقها وأنه لم يوجبها ويكتبها عليهم منذ الأزل. يقول القاضي عبدالجبار: نقول لهذا السائل ما المراد بأن الإيمان والكفر لا يكون إلا بقضاء الله؟ أتعني بذلك أنه من خلقه في الكافر والمؤمن، وأنه لولا خلقه لما صح من العبد ذلك؟، فهذا ما ثبت بالدليل فساده، لأنه يوجب أن لا أمر ولا نهي ولا تكليف ولا ثواب ولا عقاب.
وقال أيضا: نقول إن الله تعالى قضى ما خلقه من الرخاء والشدة، وغيرهما. فأما المعاصي والكفر فمعاذ الله أن يكون عز وجل خلقها وقضاها وقدرها إلا بمعنى أنه أعلمناها وأخبرنا عنها، كما قال عز وجل (وقضينا إلى بني إسرائيل)، بمعنى أعلمناهم. فأما أن يقال في ذلك إنه قضى بمعنى خلق وألزم فمحال. وكيف يصح أن يكون قد قضى الكفر ثم يعاقب عليه؟ وكيف يجوز في قضاء الله عز وجل ولا يحل الرضى به، وقد ثبت من الأمة الرضاء بقضاء الله واجب؟

### الأشاعرة:
قال أبو الحسَنِ الأشعريُّ مُبيِّنًا إجماعَ السَّلفِ: (أجمعوا على أنَّه تعالى قد قدَّر جميعَ أفعالِ الخلقِ وآجالَهم وأرزاقَهم قَبلَ خَلقِه لهم، وأثبتَ في اللَّوحِ المحفوظِ جميعَ ما هو كائنٌ منهم إلى يومِ يُبعثونَ، وقد دلَّ على ذلك بقولِه: وَكُلُّ شَيْءٍ فَعَلُوهُ فِي الزُّبُرِ * وَكُلُّ صَغِيرٍ وَكَبِيرٍ مُسْتَطَرٌ [القمر: 52-53]، وأخبر أنَّه عزَّ وجلَّ يُقرِّعُ الجاحدينَ لذلك في جهنَّمَ بقولِه: يَوْمَ يُسْحَبُونَ فِي النَّارِ عَلَى وُجُوهِهِمْ ذُوقُوا مَسَّ سَقَرَ * إِنَّا كُلَّ شَيْءٍ خَلَقْنَاهُ بِقَدَرٍ [القمر: 48-49]).
وقال أيضًا: (أجمعوا على أنَّ جميعَ ما عليه سائرُ الخلقِ من تصرُّفِهم قد قدَّره اللهُ عزَّ وجلَّ قَبلَ خَلقِه لهم، وأحصاه في اللَّوحِ المحفوظِ لهم، وأحاط عِلمُه به وبهم، وأخبر بما يكونُ منهم، وأنَّ أحدًا لا يقدِرُ على تغييرِ شيءٍ من ذلك، ولا الخروجِ عمَّا قدَّره اللهُ تعالى وسبَقَ عِلمُه به، وبما يتصرَّفونَ في عِلمِه، وينتهونَ إلى مقاديرِه؛ فمنهم شقيٌّ وسعيدٌ).

### الماتريدية:
قال الماتريدي: "القضاء في حقيقته الحكم بالشيء والقطع على ما يليق به وأحق أن يقطع عليه، فرجع مرة إلى خلق الأشياء لأنه تحقيق كونها على ما هي عليه وعلى الأولى بكل شيء أن يكون على ما خلق؛ إذ الذي خلق الخلق هو الحكيم العليم، والحكمة هي إصابة الحقيقة لكل شيء ووضعه موضعه قال الله تعالى: {فَقَضَاهُنَّ سَبْعَ سَمَاوَاتٍ} [فصلت: ١٢] وعلى ذلك يجوز وصف أفعال الخلق أن قضى بهن أي خلقهن وحكم". وقال أيضا: وَأما الْقدر فَهُوَ على وَجْهَيْن أَحدهمَا الْحَد الَّذِي عَلَيْهِ يخرج الشَّيْء وَهُوَ جعل كل شَيْء على مَا هُوَ عَلَيْهِ من خير أَو شَرّ من حسن أَو قبح من حِكْمَة أَو سفه وَهُوَ تَأْوِيل الْحِكْمَة أَن يَجْعَل كل شَيْء على مَا هُوَ عَلَيْهِ ويصيب فِي كل شَيْء الأولى بِهِ

### أهل الحديث:
قال ابن تيمية: فهي مشيئة الله النافذة وقدرته الشاملة وهو الإيمان بأن ما شاء الله كان وما لم يشأ لم يكن، وأنه ما في السماوات وما في الأرض من حركة ولا سكون إلا بمشيئة الله سبحانه. لا يكون في ملكه ما لا يريد وقال ابنُ قُتيبةَ: (إنَّ أصحابَ الحَديثِ كُلَّهم مجمِعون على أنَّ ما شاء اللهُ كان، وما لم يشَأْ لا يكونُ، وعلى أنَّه خالِقُ الخَيرِ والشَّرِّ)

### السلفية:
يوافق السلفية قول ابن تيمية فيما ذهب إليه. قال الشيخ ابن باز: الإيمان بالقدر على مراتب أربع، مَن جمعها جمع الإيمانَ بالقدر:
الأول: الإيمان بعلم الله بالأشياء، وأنه يعلم كلَّ شيءٍ من أعمالنا وآجالنا وأرزاقنا وغير ذلك.
المرتبة الثانية: الكتابة، وأنه كتب ذلك سبحانه وتعالى عنده، كما قال تعالى: أَلَمْ تَعْلَمْ أَنَّ اللَّهَ يَعْلَمُ مَا فِي السَّمَاءِ وَالْأَرْضِ إِنَّ ذَلِكَ فِي كِتَابٍ [الحج:70]، وقال: إِنَّ اللَّهَ بِكُلِّ شَيْءٍ عَلِيمٌ [الأنفال:75]، وقال : لِتَعْلَمُوا أَنَّ اللَّهَ عَلَى كُلِّ شَيْءٍ قَدِيرٌ وَأَنَّ اللَّهَ قَدْ أَحَاطَ بِكُلِّ شَيْءٍ عِلْمًا [الطلاق:12].
الثالث: أنَّ ما شاء الله كان، وما لم يشأ لم يكن، فلا يقع في ملكه ما لا يُريد، قال تعالى: وَلَوْ شَاءَ رَبُّكَ مَا فَعَلُوهُ [الأنعام:112]، وقال: لِمَنْ شَاءَ مِنْكُمْ أَنْ يَسْتَقِيمَ ۝ وَمَا تَشَاءُونَ إِلَّا أَنْ يَشَاءَ اللَّهُ رَبُّ الْعَالَمِينَ [التكوير:28- 29]، وقال سبحانه: فَمَنْ شَاءَ ذَكَرَهُ ۝ وَمَا يَذْكُرُونَ إِلَّا أَنْ يَشَاءَ اللَّهُ [المدثر:55- 56]، فلا بدّ من الإيمان بمشيئة الله، وأنه لا يقع شيءٌ في ملك الله بدون مشيئته ، فأعمالنا وسائر حركاتنا وسكناتنا كلها بمشيئة الله ، ولا نشاء شيئًا إلا بعد مشيئته جلَّ وعلا.
الرابعة: الإيمان بأنه خالقُ الأشياء ومُقدِّرها، الله خالق كل شيءٍ ، قال تعالى: مَا أَصَابَ مِنْ مُصِيبَةٍ فِي الْأَرْضِ وَلَا فِي أَنْفُسِكُمْ إِلَّا فِي كِتَابٍ مِنْ قَبْلِ أَنْ نَبْرَأَهَا [الحديد:22].

## مراتب القدر

### مرتبة العلم
يجب الإيمان بعلم الله عز وجل المحيط بكل شيء، وأنه علم ما كان، وما يكون، وما لم يكن كيف يكون، وأنه علم ما الخلق عاملون قبل أن يخلقهم، وعلـم أرزاقهم وآجالهم، وحركاتهم، وسكناتهم، وأعمالهم، ومن منهم من أهل الجنة، ومن منهم من أهل النار، وأنه يعلم كل شيء بعلمه القديم المتصف به أزلاً وأبداً.

### مرتبة الكتابة
وهي أن الله كتب مقادير المخلوقات، والمقصود بهذه الكتابة الكتابة في اللوح المحفوظ، وهو الكتاب الذي لم يفرط فيه الله من شيء، فكل ما جرى ويجري وسيجري فهو مكتوب عند الله.

### مرتبة الإرادة والمشيئة
أي أن كل ما يجري في هذا الكون فهو بمشيئة الله فما شاء الله كان، وما لم يشأ لم يكن، فلا يخرج عن إرادته الكونية شيء.

### مرتبة الخلق
أي أن الله خالق كل شيء، من ذلك أفعال العباد، فلا يقع في هذا الكون شيء إلا وهو خالقه. قال تعالى: ﴿إِنَّا كُلَّ شَيْءٍ خَلَقْنَاهُ بِقَدَرٍ ۝٤٩﴾ [القمر:49].

## أقوال الناس والعلماء في القدر
يقول شيخ المالكية في المغرب ابن أبي زيد القيرواني: «والإيمان بالقدر خيره وشره، حلوه ومره، وكل ذلك قد قدره الله ربنا، ومقادير الأمور بيده، ومصدرها عن قضائه، علم كل شيء قبل كونه، فجرى على قدره، لا يكون من عباده قول ولا عمل إلا وقد قضاه وسبق علمه به قال الله تعالى: ﴿أَلَا يَعْلَمُ مَنْ خَلَقَ وَهُوَ اللَّطِيفُ الْخَبِيرُ ۝١٤﴾ [الملك:14]، يضل من يشاء فيخذله بعدله، ويهدي من يشاء فيوفقه بفضله، فكل ميسر بتيسيره إلى ما سبق من علمه، وقدره من شقي أو سعيد، أن يكون في ملكه ما لا يريد، أو يكون لأحد عنه غنى، خالق لكل شيء، ألا هو رب العباد، ورب أعمالهم، والمقدر لحركاتهم وآجالهم».
ويقول الإمام البغوي في شرح السنة: «الإيمان بالقدر فرض لازم، وهو أن يعتقد أن الله خالق أعمال العباد، خيرها وشرها، كتبها عليهم في اللوح المحفوظ قبل أن خلقهم، ورد في القرآن: قول الله تعالى:﴿وَاللَّهُ خَلَقَكُمْ وَمَا تَعْمَلُونَ ۝٩٦﴾ [الصافات:96] وقال عز وجل: ﴿قُلِ اللّهُ خَالِقُ كُلِّ شَيْءٍ﴾، وقال عز وجل : ﴿إِنَّا كُلَّ شَيْءٍ خَلَقْنَاهُ بِقَدَرٍ ۝٤٩﴾ [القمر:49]، فالإيمان والكفر، والطاعة والمعصية، كلها بقضاء الله وقدره، وإرادته ومشيئته، غير أنه يرضي الإيمان والطاعة، ووعد عليها الثواب، ولا يرضى الكفر والمعصية، وأوعد عليها العقاب ،والقدر سر من أسرار الله لم يطلع عليه ملكًا مقربًا، ولا نبيًا مرسلاً، لا يجوز الخوض فيه، والبحث عنه بطريق العقل، بل يعتقد أن الله – سبحانه والله – خلق الخلق فجعلهم فريقين : أهل يمين خلقهم للنعيم فضلاً، وأهل شمال خلقهم للجحيم عدلاً».

## مسألة الاحتجاج بالقدر
عقيدة الإيمان بالقدر لقيت كثيرًا من الاعتراضات، وأثيرت حولها كثير من الشبهات، ومن المعلوم أن كثيرًا من الكافرين والمشركين الضالين والمقصرين في عبادة الله والمنحرفين عن منهج الله، قد وجدوا في القدر مجالاً للاحتجاج به على كفرهم وفسادهم وتقصيرهم. ولذلك أوردنا الجواب على مسألة الاحتجاج بالقدر بأربع قواعد:
- (القاعدة الأولى): أن علم الله الأزلي محيط بكل شيء مما كان ومما سيكون ومما لم يكن لو كان كيف يكون. والأمور تقع على مقتضى علمه الكامل، لا يخرج شيء عنه.
- (القاعدة الثانية): غنى الله الكامل عن العباد ؛ حيث لا تنفعه طاعة المطيع كما لا تضره معصية العاصي. وغناه الله شامل ومطلق، وهو يفيد في طمأنينة القلب عند المؤمن في هذا الباب، وأن الله ليس بحاجة إلى العباد حتى يجبرهم أو يعذبهم بغير ذنب يستحقون العقاب عليه.
- (القاعدة الثالثة): وهي مبنية على القاعدة السابقة، وهي أن الله لا يظلم، وقد حرم على نفسه الظلم، ونفاه في كتابه، ذكر القرآن إن الله لا يظلم الناس شيئاً [يونس: 44]، وفي معنى هذه الآية آيات كثيرة تنفي عن الله ظلم العباد لا في عقوباتهم في الدنيـا ولا في جزائهـم يوم القيامة. وهذه قاعدة مهمة في باب الاحتجاج بالقدر، فإذا توهم العبد أو وسوس له الشيطان فليتذكر أن الله لا يظلمه مثقال ذرة، حتى يطمئن قلبه.
- (القاعدة الرابعة) : قيام الحجة على العباد، وهذه مسألة ينبغي أن يدركها كل مسلم، ومقتضاها أن حجة الله قد قامت على عباده.

وقيام الحجة على العباد بأمور: أن لا يكلف إلا البالغ العاقل؛ فالصغير والمجنون قد رفع عنه القلم؛ وجود الإرادة للعبد ؛ ففاقد الإرادة المكره لا يكلف، وحصول هذه الإرادة للعبد مما لا ينكره أي عاقل، وبهذه الإرادة يختار بين الطاعة والمعصية؛ القدرة، فالعاجز عن فعل الشيء المطلوب لا يكلف ولا يكلف الله نفساً إلا وسعها، والله لم يكلف الناس ما لا يطيقون؛ قيام الحجة الرسالية، بإرسال الرسل وإنزال الكتب. وبهذه الأمور نعلم أن الحجة قد قامت على العباد، ولا تعارض بينها وبين القدر.